# Walckenaeria mariannae
Walckenaeria mariannae là một loài nhện trong họ Linyphiidae.
Loài này thuộc chi Walckenaeria. Walckenaeria mariannae được Robert Bosmans miêu tả năm 1993.